# Prima lettera ai Corinzi
(Prima lettera ai Corinzi, 13.1-13)
La Prima lettera ai Corinzi è uno dei testi che compongono il Nuovo Testamento, che la tradizione cristiana e la quasi unanimità degli studiosi attribuisce a Paolo di Tarso. Indirizzata alla comunità cristiana della città greca di Corinto e scritta ad Efeso (16,8), secondo gli studiosi fu composta nell'arco cronologico del 53-57. o più strettamente nel 55-56 secondo alcuni altri.

## Corinto

### Storia

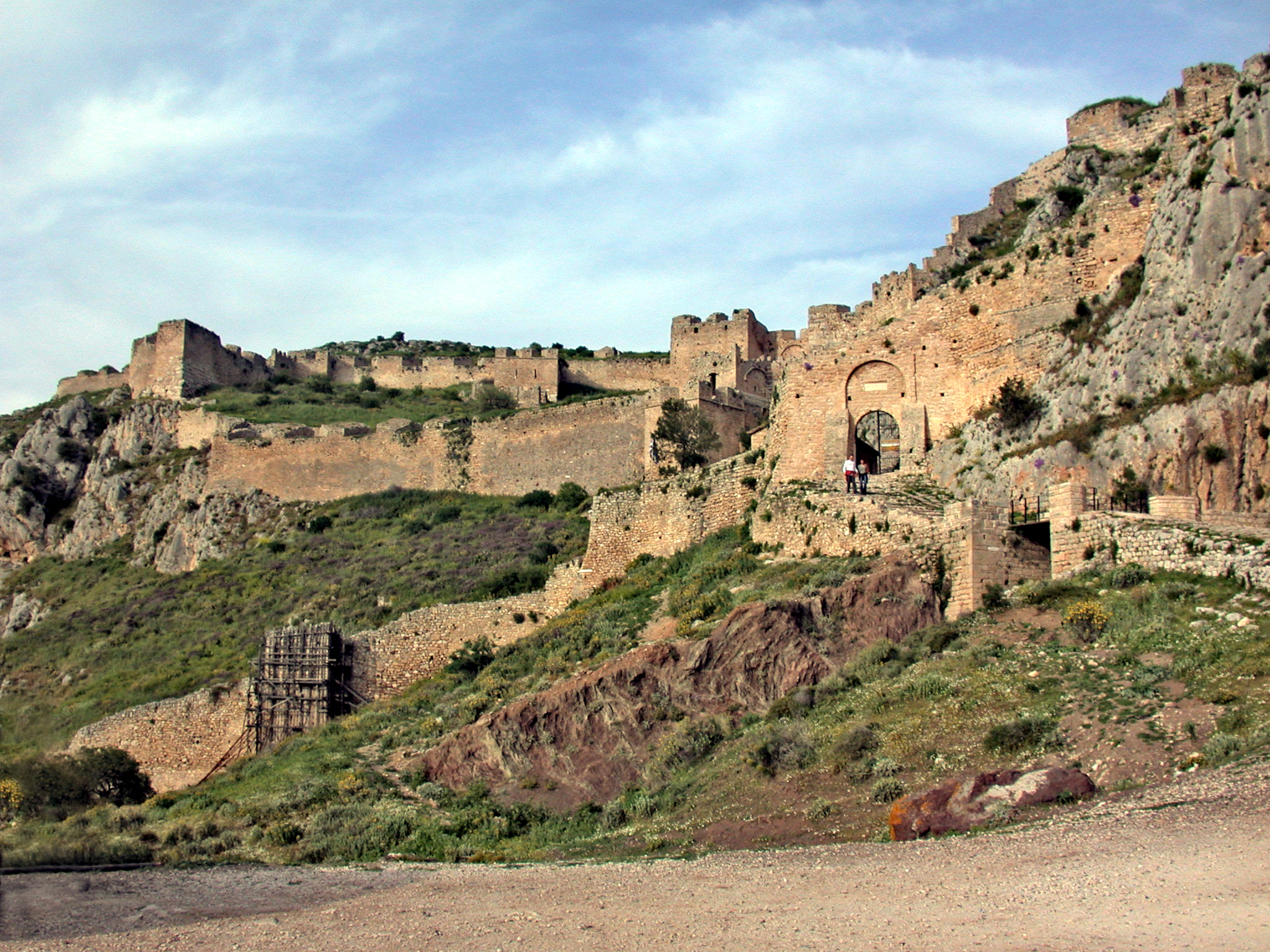
Rovine di Acrocorinto, la parte "alta" della Corinto del tempo dell'apostolo Paolo. Qui sorgeva il tempio della dea principale del pantheon degli dei adorati dai corinzi: Afrodite

Corinto, città fiorente già nel VII secolo a.C., un secolo dopo passa sotto la dominazione macedone per rimanervi fino al 196 a.C. quando fu liberata dai romani. Dopo la ribellione della Lega achea, di cui Corinto era la principale città, sedata con la distruzione della città dal console romano Lucio Mummio Acaico, Giulio Cesare nel 44 a.C. rifondò la città come Colonia Laus Iulia Corinthus.
La fama di Corinto nel VII secolo era solo seconda ad Olimpia, sede dell'amministrazione e dello svolgimento dei giochi "olimpici". Corinto infatti era sede dei giochi istmici, istituiti nel 581 a.C. in onore di Poseidone (corrispondente al dio romano Nettuno) e del Dio Palemone presso l'Istmo di Corinto, e comprendevano gare ginniche, di lotta e ippiche. Solo nel periodo ellenistico furono aggiunti gli agoni musicali. Il vincitore riceveva in premio una corona di aghi di pino. Si svolgevano ogni due anni nel primo e nel terzo anno dell'Olimpiade. Erano i giochi più solenni dopo quelli di Olimpia per numero di concorrenti e per afflusso di popolo. Inoltre la particolare posizione geografica della sede delle gare, presso la città di Corinto, contribuì a dare ai Giochi istmici un carattere più aperto socialmente, particolarmente festoso e talvolta anche caotico.
Quella città darà a Paolo argomenti validi per incoraggiare i cristiani corinzi con illustrazioni che facevano riferimento proprio allo spirito delle gare  con gli allenamenti, le corse, e la ferrea volontà di conseguire gli ambiti premi (9,24-27)

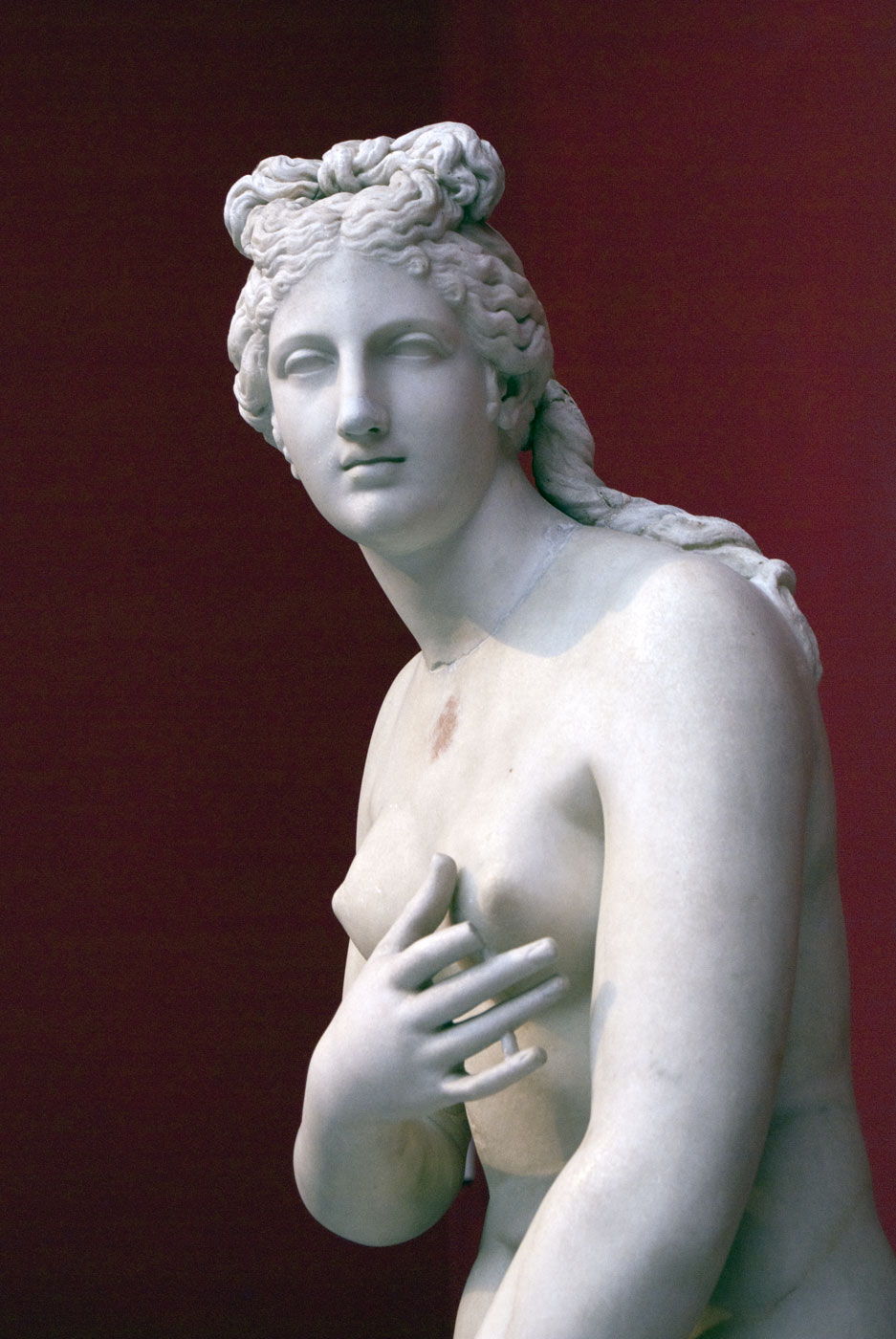
La dea principale di Corinto: Afrodite, dea dell'amore, della sessualità e della lussuria - Museo Archeologico Nazionale di Atene

### Religione a Corinto
La dea principale di Corinto era Afrodite (in greco antico  Aφροδίτη?): nella religione della Grecia antica era la dea dell'amore, della bellezza, della sessualità, della sensualità, della lussuria e dei giardini, equivalente della dea romana Venere. Il suo tempio consacrato dominava la città in cima all'Acrocorinto.
C'era inoltre un tempio al dio della medicina, Asclepio (in greco antico Ἀσκληπιός?, Asklēpiós; latino Aesculapius) (equivalente all'Esculapio dei Romani), a cui i fedeli ammalati portavano offerte votive in terracotta che rappresentavano la parte o le parti del corpo malate per cui si invocava la guarigione.
A Corinto, inoltre, al tempo di Paolo erano presenti ebrei con loro sinagoghe.
Come spiega un dizionario biblico: "La presenza degli ebrei a Corinto è attestata da una iscrizione greca su un architrave di marmo scoperto nei pressi della porta che dà verso Lecheo. L'iscrizione reca la dicitura [Syna]gogè Hebr[àion], ovvero Sinagoga degli Ebrei"

### La comunità cristiana di Corinto
Paolo scrisse questa lettera dopo aver evangelizzato Corinto per un periodo di oltre 18 mesi, dalla fine del 50 alla metà del 52 Secondo la sua consuetudine di operare nei grandi centri, voleva impiantare la fede cristiana in questo porto famoso e molto popolato, da dove si sarebbe irradiata in tutta l'Acaia. Di fatto riuscì a stabilirvi una forte comunità, soprattutto negli strati modesti della popolazione (1 Cor 1,26-28). Questa grande città era un centro di cultura greca, dove si affrontavano correnti di pensiero e di religione molto differenti tra loro, e celebre per il caratteristico rilassamento dei costumi. Secondo lo studioso H.H. Halley infatti, Corinto era: una città rinomata e voluttuosa, dove si incontravano i vizi dell'Oriente e dell'Occidente Inoltre un noto dizionario biblico fa notare che : La sua ricchezza fu tanto celebrata da divenire proverbiale; tali furono il vizio e la dissolutezza dei suoi abitanti. Il contatto della giovane fede cristiana con questa immorale capitale del paganesimo doveva porre ai neofiti numerosi e delicati problemi. Paolo nella sua prima lettera ai cristiani di Corinto (così come nella Seconda lettera ai Corinzi) cerca di risolverli.
Sembra che una prima lettera "pre-canonica" (5,9-13), di data incerta, non sia stata conservata.
Più tardi, nel corso del suo soggiorno di tre anni (54-57) a Efeso nel corso del terzo viaggio, alcune domande portate da una delegazione di Corinto (16,17), a cui si aggiunsero le informazioni ricevute da Apollo (16,12) e della "gente di Cloe" (1,11), spinsero Paolo a scrivere una nuova lettera (quella conosciuta come Prima lettera ai Corinzi) verso la Pasqua del 57 (5,7).

## La lettera

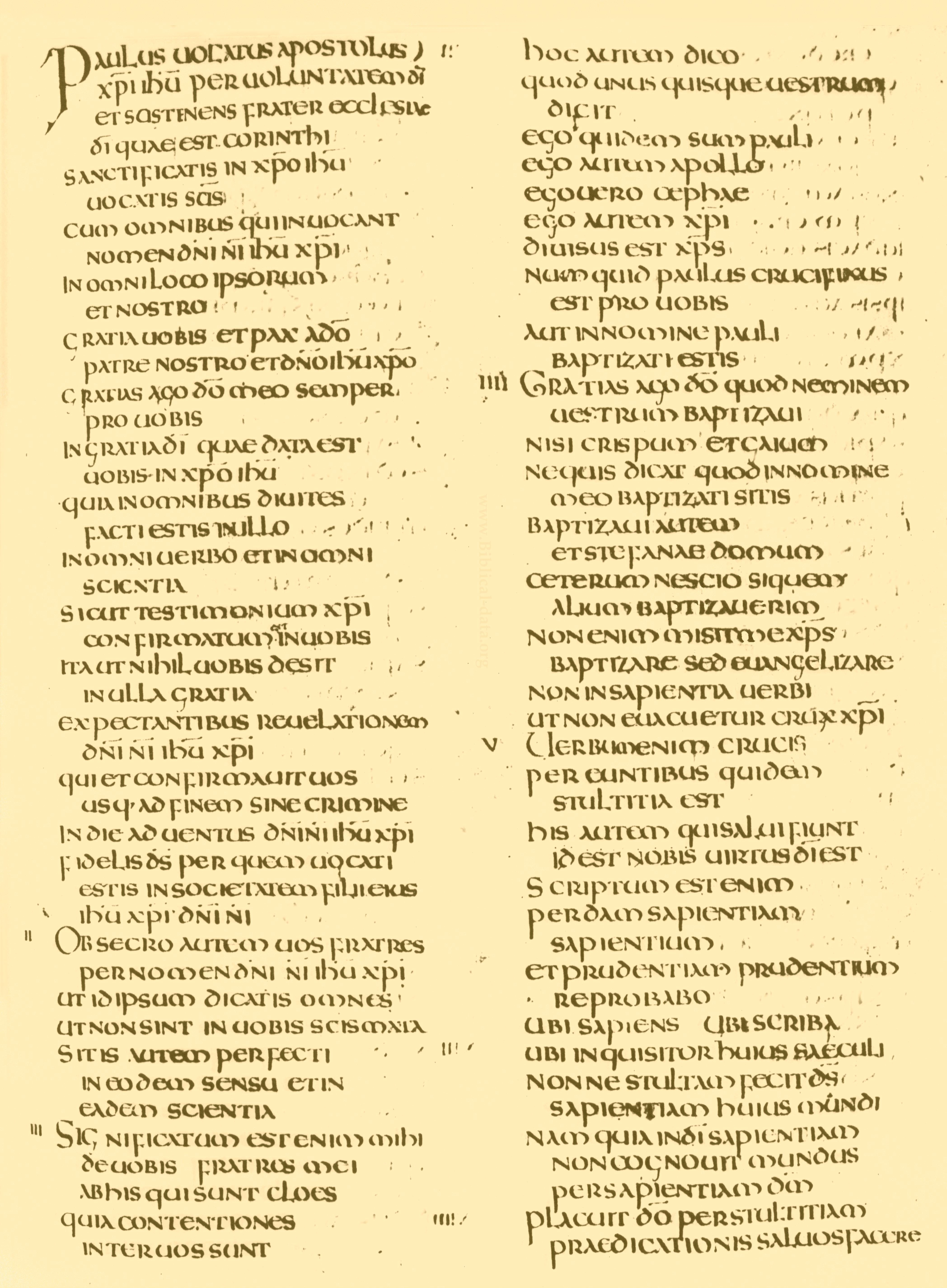
1 Cor. 1:1–21 nel Codex Amiatinus

La Prima lettera ai Corinzi è considerata una delle più importanti dal punto di vista dottrinale; vi si trovano informazioni e decisioni su numerosi problemi cruciali del Cristianesimo primitivo, sia per la sua "vita interna": purezza dei costumi (5,1-13;6,12-20), matrimonio e verginità (7,1-40), svolgimento delle assemblee religiose e celebrazione dell'eucaristia (11-12), uso dei carismi (12,1-14); sia per i rapporti con il mondo pagano: ricorso ai tribunali (6,1-11), carni offerte agli idoli (8-10).
Paolo affronta diversi punti di vista cristiani, sulla libertà della vita cristiana, la santificazione del corpo, il primato della carità (in particolare in quello che viene chiamato Inno alla carità), l'unione al Cristo, la parusia. 
In merito alla parusia, 1Cor15,51, "Paolo era convinto del fatto che la fine del mondo, ovvero la vittoria definitiva di Dio e di Cristo, alla quale avrebbe partecipato anche ogni cristiano, sarebbe avvenuta mentre egli era ancora in vita", per cui "alcuni testimoni [manoscritti] cancellano la negazione per rimuovere la speranza irrealizzata di Paolo di voler vivere per vedere la parusia".
L'orizzonte escatologico è sempre presente e sottende tutta l'esposizione sulla resurrezione della carne (15). Questo adattamento del Vangelo al mondo nuovo si manifesta soprattutto nell'opposizione, secondo Paolo, tra il vero cristianesimo e la sapienza ellenica. Agli abitanti di Corinto Paolo scrive che, a suo parere, c'è un solo maestro, il Cristo; un solo messaggio, la salvezza mediante il sacrificio di Cristo; e che lì si trova la sola e vera sapienza (1,10-4,13).

### Data
La maggior parte degli studiosi stabilisce la data della composizione della lettera fra il 53 e il 57.. Altri pensano che la giusta data sia da collocare invece fra il 53 e il 54.

### Scopo e destinatari

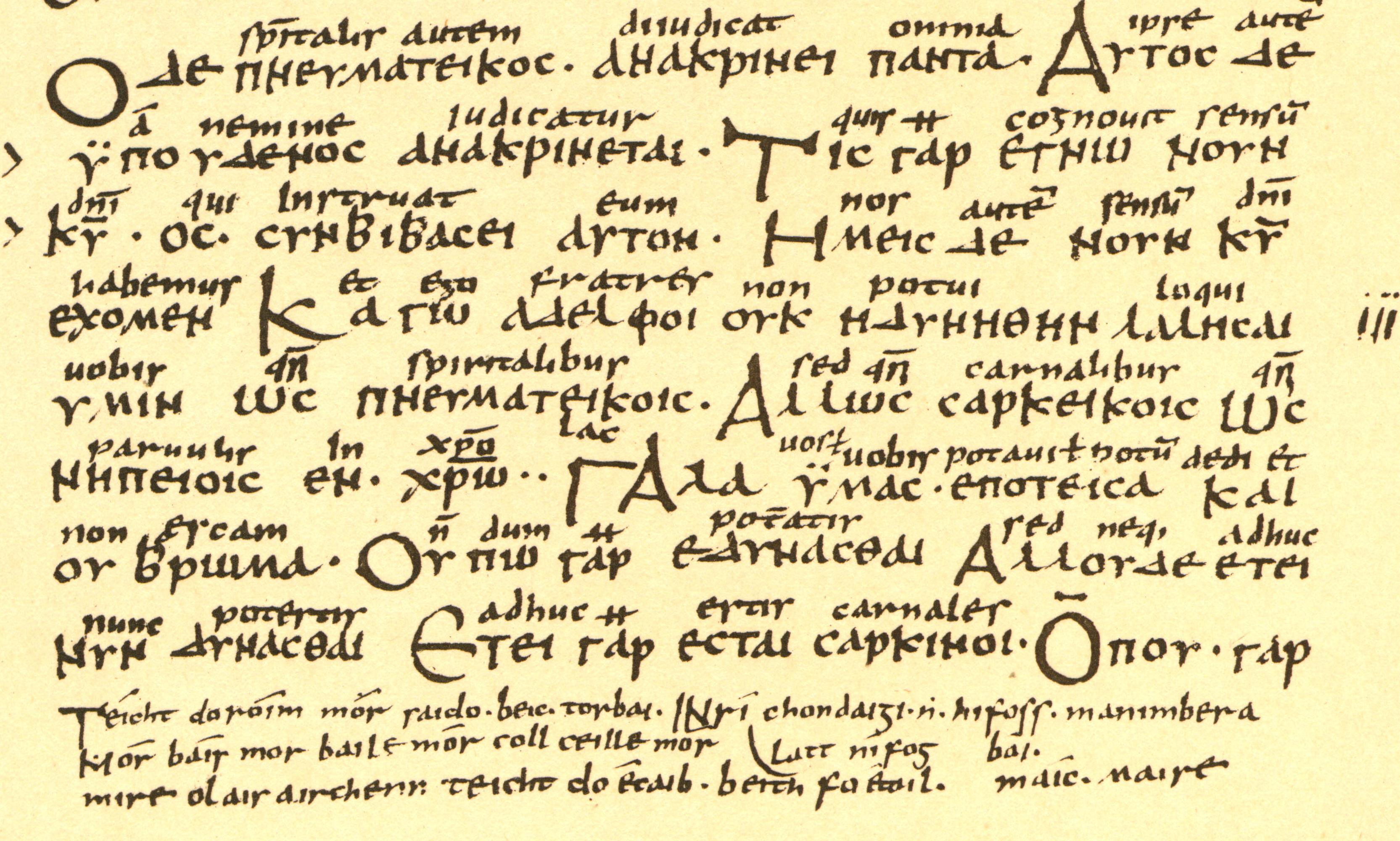
Alcuni versetti del capitolo 2 e 3 della prima lettera ai Corinti nel Codex Boernerianus, conservato presso la SLUB, (Sächsische Landesbibliothek) di Dresda

Al tempo della composizione della lettera di Paolo ai Corinzi, nella folta comunità cristiana corinzia esistevano diversi problemi di natura spirituale.
Lo scopo della lettera era evidenziare tali problemi discutendoli da un punto di vista cristiano e trovare la giusta soluzione. Paolo conosceva Corinto come città pagana e liberale. Falsi maestri e stoltezza della sapienza del mondo, divisioni, immoralità sessuale e cattive compagnie, Ebrei e Gentili, idolatria e matrimonio sono i più importanti temi trattati dalla lettera con il capitolo 13 che mette in evidenza come tema dominante l'amore basato sul principio che travalica ogni conoscenza ed adempie la fede. L'amore non viene mai meno (13,8) ed è l'amore che rappresenta nella scala dei valori cristiani, la massima espressione del cristianesimo (13,13). È vero che la lettera di Paolo contiene il termine agápe, ma tradurlo semplicemente come amore potrebbe essere fuorviante, poiché in ambito cristiano indica specificamente la carità. Del resto la traduzione ufficiale C.E.I. del 2008 adotta quest’interpretazione, anche se altre versioni — come La Parola del Signore – La Bibbia in lingua corrente (TILC) e la Nuova Diodati — preferiscono il termine amore.
Paolo scrive ai cristiani di Corinto chiamati ad essere santi (1,2) e che nonostante i molti problemi spirituali esistenti in quella comunità, egli ama unitamente a Cristo. (16,24). La composizione della comunità cristiana comprendeva sia giudei che greci, con una probabile maggioranza di greci e altri Gentili.

### Scrittore, autenticità e canone
L'autenticità delle due lettere ai Corinzi e l'attribuzione di questi scritti a Paolo, è fuori di ogni ragionevole dubbio. La canonicità delle due lettere infatti fu accettata dai primi cristiani che la inclusero nelle loro collezioni.
Nella lettera chiamata I Clemente, scritta da Roma ai Corinzi e del 95 circa, lo scrittore invita i destinatari a: riprendere l'epistola del benedetto Paolo apostolo La prima lettera ai Corinti, inoltre è citata da Tertulliano, Ireneo di Lione, Giustino, Clemente Alessandrino, Basilide di Alessandria, Atenagora di Atene, Policarpo di Smirne e Ignazio di Antiochia.
Una collezione delle due lettere di Paolo a Corinzi insieme alle altre sue lettere, secondo alcuni studiosi: fu formato e pubblicato nell'ultimo decennio del primo secolo.
Una prova che Paolo scrisse da Efeso la sua prima lettera ai Corinzi è intrinseca alla stessa sua epistola, infatti in I Corinzi 16,8 Paolo dichiara: "Ma rimarrò ad Efeso fino alla festa della Pentecoste".(16,8)
Alcuni studiosi ritengono che nella lettera vi possano essere delle interpolazioni successive di un copista, in merito all'affermazione al passo 1Cor14,34-35: "Come in tutte le comunità dei fedeli, le donne nelle assemblee tacciano perché non è loro permesso parlare; stiano invece sottomesse, come dice anche la legge. Se vogliono imparare qualche cosa, interroghino a casa i loro mariti, perché è sconveniente per una donna parlare in assemblea"; infatti, gli studiosi della École biblique et archéologique française (i curatori della Bibbia di Gerusalemme) sottolineano che "i vv 34-35, che alcuni manoscritti collocano dopo il v 40, sono un'interpolazione post-paolina. Oltre a essere un appello all'obbedienza alla Legge (forse Gen3,16) che non corrisponde affatto a Paolo, l'esigenza che le donne restino in silenzio contraddice 11,5. Questa ingiunzione riflette la misoginia di 1Tm 2,11-14 e ha probabilmente la sua origine nella medesima Chiesa" e, concordemente, gli esegeti dell'interconfessionale "Parola del Signore Commentata" evidenziano che "poiché Paolo dà come ovvio (vedi 11,5) che le donne preghino e diano degli insegnamenti durante il culto, molti esegeti hanno supposto che i vv.33b-36 siano stati aggiunti solo in un secondo tempo, quando ancora vi erano simili abusi (vedi 1Timòteo2,11-12)". 

Un'altra possibile interpolazione si può riscontrare nel verso 1Cor4,6 che, secondo gli studiosi del Nuovo Grande Commentario Biblico, "è il commento marginale di un copista il cui esemplare mancava di un «non», che egli inserì prima di heis" e concordemente gli studiosi della Bibbia di Gerusalemme lo ritengono un "testo difficile. La frase è stata aggiunta da un copista scrupoloso che segnala che la negazione è stata aggiunta sulla sua copia".

## Composizione

### Genere e stile
Molti commentari biblici non prestano particolare attenzione alla classificazione dello stile usato dall'apostolo Paolo nello scrivere questa prima lettera. Alcuni studiosi asseriscono che si tratta semplicemente di una lettera personale di esortazione e di istruzione; altri suggeriscono che le due lettere ai Corinti non debbano essere considerate "come documenti teologici", bensì semplici lettere apostoliche scritte per le necessità contingenti di quella chiesa; altri ancora definiscono lo stile di questa lettera, in alcune sue parti, come retorica epidittica. Come asserisce un'altra fonte biblica «in linea di massima, la Prima lettera ai Corinzî è una lettera di esortazione e di consigli pastorali».

### Struttura e contenuto

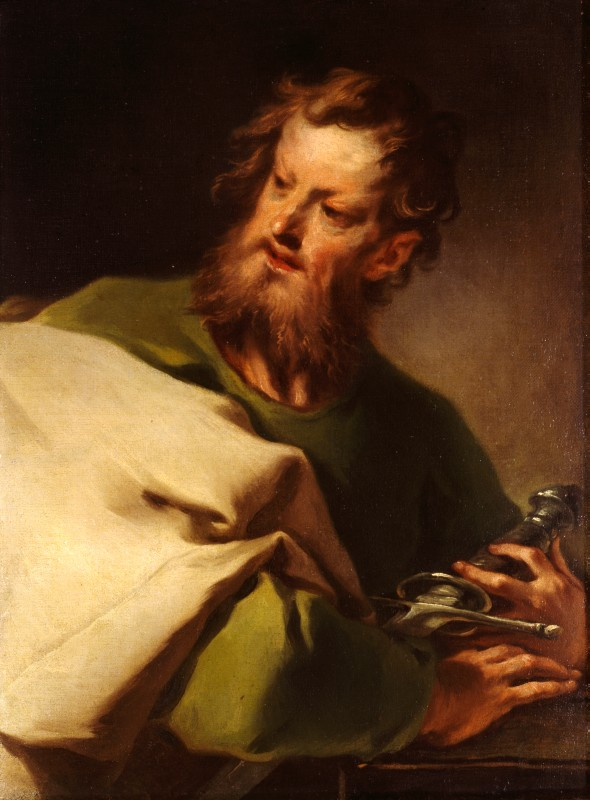
Paolo scrittore della prima lettera ai Corinzi - di Nicolò Grassi - Collezioni d'arte della Fondazione Cariplo

La lettera è una delle più lunghe fra quelle scritte da Paolo, paragonabile a quella dei Romani, ambedue infatti furono suddivise in 16 capitoli. I temi affrontati dalla lettera sono molteplici, ma nonostante tutto, alcuni studiosi pensano che l'intera lettera possa essere suddivisa in uno schema che contenga 7 argomenti principali. Questi sono:
I. Saluti accorati ed incoraggianti di Paolo e Sostene ai Corinzi - (1,1-3)
- Paolo chiamato ad essere apostolo si rivolge ai Corinzi santificati mettendo in risalto che tale santificazione non appartiene solo a loro, ma a tutti quelli che in ogni luogo invocano il nome di Gesù Cristo. Quindi enfasi su un messaggio cristiano universale e non prerogativa di un unico popolo.

II. Invocazione di ringraziamento a Dio per i doni spirituali presenti nella chiesa di Corinto - (1,4-9)
- Nonostante conosca molto bene i problemi della chiesa di Corinto, Paolo non inizia la sua lettera con l'evidenziare i problemi, ma parlando dei punti positivi e lodando le buone qualità di quella chiesa. Quindi ringrazia Dio stesso perché quei corinzi erano stati arricchiti in Cristo nella piena capacità di parlare e nella conoscenza.

III. Divisione nella chiesa di Corinto - (1,10-4,21)
- Paolo evidenzia il motivo principale di divisione che consiste nel fatto che componenti della chiesa corinzia, così come gli era stato riferito da cristiani della casa di Cloe, volevano stabilire la loro appartenenza  cristiana, chi al cristiano Apollo, chi allo stesso Paolo, e chi a Cristo. Il risultato era una chiesa divisa, un Cristo diviso . Anziché essere compiaciuto, Paolo non si attribuisce nessun merito a parte quello di semplice collaboratore di Cristo, e quindi fa ragionare i Corinzi osservando che non era stato 'Paolo' ad essere stato sacrificato per loro (ma Cristo), e che loro non erano stati certo battezzati nel nome di Paolo (ma di Cristo). I Corinzi avevano anche una visione sbagliata di ciò che Dio reputava sapienza. Dio non scelse molti sapienti, anzi il mondo per mezzo della propria sapienza non ha conosciuto Dio, solo Cristo è sapienza di Dio.
- L'incoraggiamento di Paolo quindi è quello di guardare più all'uomo spirituale che a quello fisico e di assumere la mente di Cristo, unico fondamento del tempio di Dio di cui i Corinzi stessi facevano parte. Via quindi qualsiasi seduzione mentale e i ragionamenti capziosi di appartenenza a chicchessia, se non proprio a Cristo, ricordando che la sapienza di questo mondo era da considerarsi stoltezza presso Dio.
- Inoltre nessuno giudichi. Lui stesso è divenuto l'esempio, insieme al cristiano Apollo, di subordinato fedele a Cristo e spettacolo teatrale per tutti gli uomini e gli stessi angeli. I Corinzi potevano considerarsi privilegiati rispetto agli apostoli che soffrivano per i maltrattamenti dei non credenti. Sofferenza che nonostante tutto veniva sopportata con fede: quando siamo oltraggiati, benediciamo e quando siamo perseguitati, sopportiamo. Quindi Paolo dichiara che non per denigrare egli scrive, infatti : scrivo queste cose non per farvi vergognare, ma per ammonirvi come figli diletti. Alcuni si erano  gonfiati e Paolo ammonisce: Che volete? Devo venire da voi con una verga (di disciplina) o con amore e mitezza di spirito?. Un chiaro invito a cambiare condotta prima del suo arrivo fisico nella chiesa di Corinto.

IV. L'immoralità e la giustizia degli uomini a Corinto - (5,1-6,20)
- Disciplina per un fratello immorale. Paolo rileva un associato alla chiesa di Corinto che convive con la moglie di suo padre. Il problema non era solo il peccato di costui, ma il fatto che i Corinzi si erano assopiti a una tal condizione peccaminosa, da vantarsene. Paolo corregge questa mentalità distorta il comando è Togliete il malvagio di mezzo a voi! Quell'uomo andava rimosso dalla chiesa di Corinto perché rappresentava un lievito di corruzione, e ricorda :Non sapete che un po' di lievito fa fermentare tutta la pasta? Il comando era chiaro, questo uomo apparteneva ad una categoria di peccatori per cui era previsto cristianamente l'allontanamento dalla chiesa, non mangiando nemmeno insieme: Vi ho scritto di non mescolarvi con chi si dice fratello, ed è impudico o avaro o idolàtra o maldicente o ubriacone o ladro; con questi tali non dovete neanche mangiare insieme.
- La risoluzione di controversie fra fratelli. Era consuetudine della comunità cristiana di Corinto portare le risoluzioni dei loro conflitti e controversie al di fuori  della chiesa, chiedendo a giudici esterni giudizi e quindi la relativa sanzione. Un atteggiamento sbagliato e non spirituale, infatti Paolo rileva: Se dunque avete liti per cose di questo mondo, voi prendete a giudici gente senza autorità nella Chiesa? Paolo sostiene che avrebbero dovuto vergognarsi, anziché farsi guidare dall'amore e dal buon senso, richiedendo l'aiuto dei loro fratelli spirituali all'interno della chiesa, si comportavano in maniera davvero vergognosa affidando il giudizio ad increduli. Sarebbe stato molto meglio subire un'ingiustizia che portare un proprio fratello in giudizio in un tribunale del mondo.
- La purità sessuale. Nella città di Corinto lussuriosa ed immorale ogni pratica sessuale era lecita, si, tutto era lecito. Ma i cristiani non dovevano farsi influenzare da tale mentalità accettata dai molti : O non sapete che gli ingiusti non erediteranno il regno di Dio? Non illudetevi: né immorali, né idolàtri, né adùlteri, né effeminati, né sodomiti, né ladri, né avari, né ubriaconi, né maldicenti, né rapaci erediteranno il regno di Dio. Il cristiano doveva mostrare autocontrollo per glorificare Cristo con il proprio corpo, perché Paolo scrive: «Tutto mi è lecito!». Ma non tutto giova. «Tutto mi è lecito!». Ma io non mi lascerò dominare da nulla.

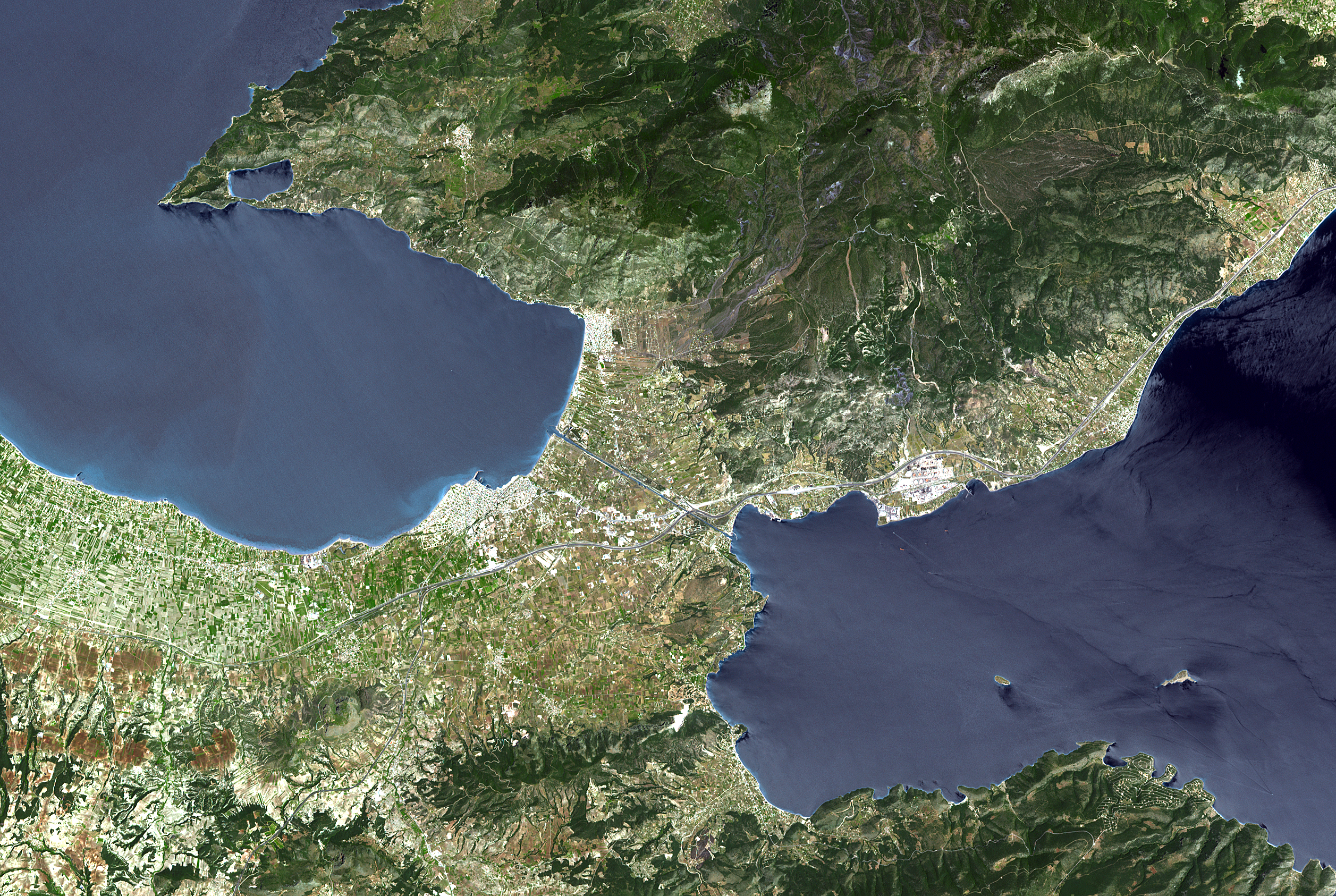
Istmo di Corinto oggi, ripreso dallo spazio - NASA. Su questo istmo si svolgevano i giochi più importanti del mondo antico, dopo le Olimpiadi. Giochi menzionati implicitamente da Paolo nella sua lettera

V. Disposizioni cristiane - (7,1-14,40)
- Matrimonio e Ministero. Mezze misure in campo sessuale, non esistono, se un uomo (o una donna) è incontinente, si sposi. Nessuno dei coniugi deve esercitare pressione sessuale sull'altro astenendosi dal dare il debito matrimoniale. Inoltre una fedele donna cristiana che ha il marito incredulo, non è autorizzata per questa ragione, a separarsi da lui. E anche se, per essere più liberi da ansietà, nel compiere il proprio ministero cristiano, sarebbe consigliabile rimanere come Paolo ovvero privo di vincoli matrimoniali, questo non dovrebbe rappresentare una regola, infatti: ma se non sanno vivere in continenza, si sposino; è meglio sposarsi che ardere. Paolo infine, parlando del coniuge vivente che vuole risposarsi alla morte del proprio coniuge, scrive : La moglie è vincolata per tutto il tempo in cui vive il marito; ma se il marito muore è libera di sposare chi vuole, purché ciò avvenga nel Signore. Ma se rimane così, a mio parere è meglio.
- Libertà e tatto cristiano, conoscenza e coscienza. La libertà cristiana non deve rappresentare una pietra di inciampo per quei cristiani che hanno una coscienza debole. Per dare enfasi sull'importanza di esercitare la propria libertà in vista dell'edificazione dei propri fratelli, Paolo scrive: Perciò, se un cibo scandalizza mio fratello, non mangerò mai più carne, per non scandalizzare mio fratello. La libertà cristiana ha quindi limiti ed è subordinata agli effetti che produce sui fratelli di fede.
- Paolo fa un'ampia difesa del suo apostolato dimostrando un adattamento a molteplici situazioni: Poiché, pur essendo libero da tutti, mi sono fatto servo di tutti, per guadagnarne il maggior numero;con i Giudei, mi sono fatto giudeo, per guadagnare i Giudei; con quelli che sono sotto la legge, mi sono fatto come uno che è sotto la legge (benché io stesso non sia sottoposto alla legge), per guadagnare quelli che sono sotto la legge; con quelli che sono senza legge, mi sono fatto come se fossi senza legge (pur non essendo senza la legge di Dio, ma essendo sotto la legge di Cristo), per guadagnare quelli che sono senza legge. Con i deboli mi sono fatto debole, per guadagnare i deboli; mi sono fatto ogni cosa a tutti, per salvarne ad ogni modo alcuni. E faccio tutto per il vangelo, al fine di esserne partecipe insieme ad altri.
- Regole della corsa cristiana. I Corinzi ben sapevano cosa rappresentassero le corse e le altre gare in uno stadio. A Corinto si disputavano i giochi istmici secondi in Grecia, solo alle Olimpiadi. Ecco quindi che Paolo sfrutta questa loro conoscenza per fare delle illustrazioni e similitudini: Non sapete che coloro i quali corrono nello stadio, corrono tutti, ma uno solo ottiene il premio? Correte in modo da riportarlo. Chiunque fa l'atleta è temperato in ogni cosa; e quelli lo fanno per ricevere una corona corruttibile; ma noi, per una incorruttibile. E ancora : Io quindi corro così; non in modo incerto; lotto al pugilato, ma non come chi batte l'aria; anzi, tratto duramente il mio corpo e lo riduco in schiavitù, perché non avvenga che, dopo aver predicato agli altri, io stesso sia squalificato.
- Dopo aver invitato i Corinzi a non essere mormoratori come gli Israeliti nel deserto, l'apostolo Paolo affronta il tema dell'idolatria e conclude: Voi non potete bere il calice del Signore e il calice dei demòni; voi non potete partecipare alla mensa del Signore e alla mensa dei demòni. E ancora Sia dunque che mangiate, sia che beviate, sia che facciate qualche altra cosa, fate tutto alla gloria di Dio. Quindi scrive del ruolo dell'uomo e della donna nella chiesa cristiana e ancora spiega il significato della rappresentazione della cena del Signore, soffermandosi infine sulla varietà dei doni spirituali che Dio ha concesso alla chiesa primitiva : Ora a ciascuno è data la manifestazione dello Spirito per il bene comune. Infatti, a uno è data, mediante lo Spirito, parola di sapienza; a un altro parola di conoscenza, secondo il medesimo Spirito; a un altro, fede, mediante il medesimo Spirito; a un altro, doni di guarigione, per mezzo del medesimo Spirito; a un altro, potenza di operare miracoli; a un altro, profezia; a un altro, il discernimento degli spiriti; a un altro, diversità di lingue e a un altro, l'interpretazione delle lingue; ma tutte queste cose le opera quell'unico e medesimo Spirito, distribuendo i doni a ciascuno in particolare come vuole.
- La chiesa viene quindi paragonata ad un corpo con molte membra dove tutte sono parimenti importanti. Esiste una similitudine fra un corpo carnale e membri di una chiesa in cui non ci dovrebbero essere divisioni : Tutti dovrebbero concorrere allo stesso scopo e alla stessa meta: ma Dio ha formato il corpo in modo da dare maggior onore alla parte che ne mancava, perché non ci fosse divisione nel corpo, ma le membra avessero la medesima cura le une per le altre. Se un membro soffre, tutte le membra soffrono con lui; se un membro è onorato, tutte le membra ne gioiscono con lui.
- Le opere dell'amore. Il cristiano per operare sia nel mondo che con i propri fratelli di fede, deve dimostrare la qualità più importante, ossia l'amore: Se parlassi le lingue degli uomini e degli angeli, ma non avessi amore, sarei un rame risonante o uno squillante cembalo. Se avessi il dono di profezia e conoscessi tutti i misteri e tutta la scienza e avessi tutta la fede in modo da spostare i monti, ma non avessi amore, non sarei nulla. E come si manifesta tale amore? Paolo si sofferma dimostrando quali sono i campi di azione dell'amore: L'amore è paziente, è benevolo; l'amore non invidia; l'amore non si vanta, non si gonfia, non si comporta in modo sconveniente, non cerca il proprio interesse, non s'inasprisce, non addebita il male, non gode dell'ingiustizia, ma gioisce con la verità; soffre ogni cosa, crede ogni cosa, spera ogni cosa, sopporta ogni cosa. L'amore non verrà mai meno, assicura l'apostolo e conclude osservando che tra le cose durature, l'amore è la qualità principale: Ora dunque queste tre cose durano: fede, speranza, amore; ma la più grande di esse è l'amore.

VI. La Resurrezione - (15,1-58)

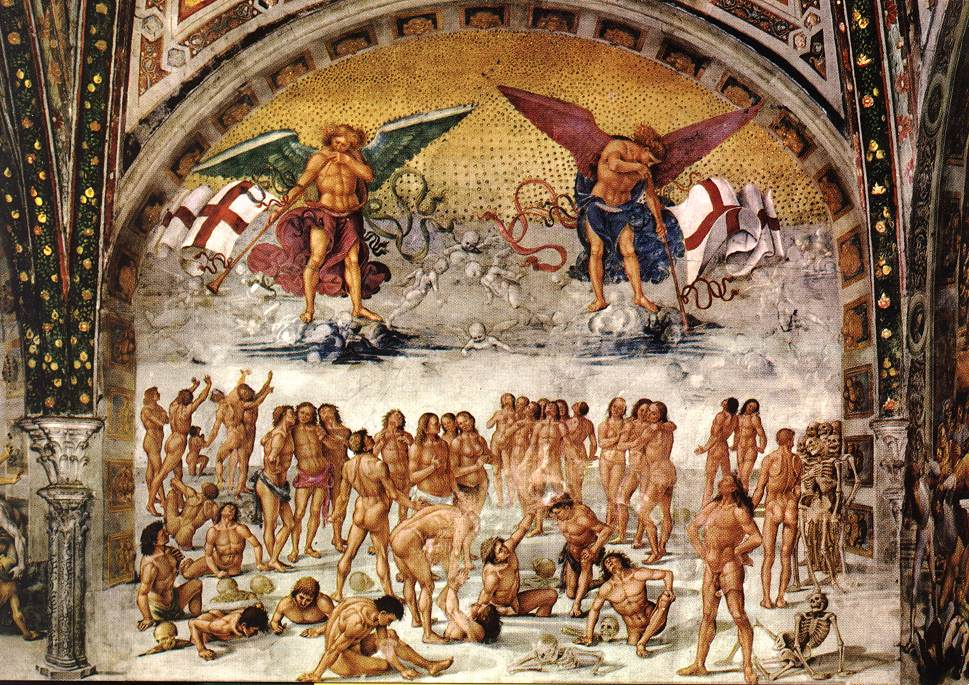
Resurrezione della carne (circa 1500) di Luca Signorelli - basata su 1 Corinzi 15:52,: in un momento, in un batter d'occhio, al suono dell'ultima tromba. Perché la tromba squillerà, e i morti risusciteranno incorruttibili, e noi saremo trasformati Cappella di San Brizio, Duomo di Orvieto

- Paolo in questo capitolo affrontando il tema principale della resurrezione, menziona il suo cruccio ricorrente in molti altri suoi scritti: ha perseguitato la chiesa di Cristo (quando era ancora Saulo) e si sente l'ultimo degli apostoli, anche se l'immeritata benignità di Dio gli permette di essere ora al Suo servizio. Il capitolo inizia con una dichiarazione sulla certezza che Cristo è risuscitato dai morti. Il motivo di questa dichiarazione riguardava un ulteriore problema della chiesa di Corinto: se si predica che Cristo è risuscitato dai morti, come possono dire alcuni tra voi che non esiste risurrezione dei morti? Se non esiste resurrezione dai morti, neanche Cristo è risuscitato!. Fede e riscatto del sangue versato da Cristo erano quindi inutili? E coloro che morirono per testimoniare Cristo, se la resurrezione non esiste, morirono per quale motivo? La verità è (qui Paolo enuncia il tema principale del riscatto provveduto dalla morte e resurrezione di Cristo) che: Cristo è risuscitato dai morti, primizia di coloro che sono morti. Poiché se a causa di un uomo venne la morte, a causa di un uomo verrà anche la risurrezione dei morti; e come tutti muoiono in Adamo, così tutti riceveranno la vita in Cristo. Ciascuno però nel suo ordine: prima Cristo, che è la primizia; poi, alla sua venuta, quelli che sono di Cristo; poi sarà la fine, quando egli consegnerà il regno a Dio Padre, dopo aver ridotto al nulla ogni principato e ogni potestà e potenza. Bisogna infatti che egli regni finché non abbia posto tutti i nemici sotto i suoi piedi. L'ultimo nemico ad essere annientato sarà la morte, perché ogni cosa ha posto sotto i suoi piedi. Però quando dice che ogni cosa è stata sottoposta, è chiaro che si deve eccettuare Colui che gli ha sottomesso ogni cosa. E quando tutto gli sarà stato sottomesso, anche lui, il Figlio, sarà sottomesso a Colui che gli ha sottomesso ogni cosa, perché Dio sia tutto in tutti.
- Se i morti non risorgono, mangiamo e beviamo, perché domani moriremo. Quello appena annunciato poteva essere solo un insegnamento sbagliato di cattivi maestri che erano nella chiesa i cui predicatori, rappresentavano di fatto, una cattiva compagnia di cui Paolo consiglia di fare a meno: Non lasciatevi ingannare: «Le cattive compagnie corrompono i buoni costumi». Ritornate in voi, come conviene, e non peccate! Alcuni infatti dimostrano di non conoscere Dio; ve lo dico a vostra vergogna.
- L'insegnamento cristiano sulla resurrezione era diverso: Questo vi dico, o fratelli: la carne e il sangue non possono ereditare il regno di Dio, né ciò che è corruttibile può ereditare l'incorruttibilità. e ancora: vi annunzio un mistero: non tutti, certo, moriremo, ma tutti saremo trasformati, in un istante, in un batter d'occhio, al suono dell'ultima tromba; suonerà infatti la tromba e i morti risorgeranno incorrotti e noi saremo trasformati. È necessario infatti che questo corpo corruttibile si vesta di incorruttibilità e questo corpo mortale si vesta di immortalità. Quando poi questo corpo corruttibile si sarà vestito d'incorruttibilità e questo corpo mortale d'immortalità, si compirà la parola della Scrittura: La morte è stata ingoiata per la vittoria. Dov'è, o morte, la tua vittoria? Dov'è, o morte, il tuo pungiglione?, spiegando che: Il pungiglione della morte è il peccato e la forza del peccato è la legge. Avevano bisogno di fare molto attenzione agli insegnamenti non cristiani di questi falsi maestri, avevano bisogno di essere desti e saldi con una fede incrollabile che si concretizzava nell'opera di Cristo. L'esortazione è: Perciò, fratelli miei carissimi, rimanete saldi e irremovibili, prodigandovi sempre nell'opera del Signore, sapendo che la vostra fatica non è vana nel Signore

VII. Conclusione della lettera - (16,1-24)
- Molti erano i problemi della chiesa di Corinto, e Paolo in questa lettera li ha affrontati tutti, senza edulcorare minimamente i toni che sono stati decisi da una parte, ma altrettanto amorevoli ed affettuosi dall'altra. La chiesa di Corinto gli è cara, e in questa ultima parte della lettera istruzioni ed esortazioni dimostrano questo grande effetto. Ai Corinzi ricorda che quando arriverà da loro, dopo il suo viaggio in Macedonia: ma da voi forse mi fermerò alquanto, o ci trascorrerò addirittura l'inverno, affinché voi mi facciate proseguire per dove mi recherò. Perché, questa volta, non voglio vedervi di passaggio; anzi spero di fermarmi qualche tempo da voi, se il Signore lo permette.
- Ricorda, come aveva fatto per la chiesa dei Galati, la colletta per i santi, una colletta volontaria secondo le prosperità concesse ad ogni singolo membro della comunità cristiana. Si tratterrà ancora ad Efeso, dove c'era da fare un gran lavoro di evangelizzazione nonostante l'esistenza di molti oppositori. Si preoccupa quindi di Timoteo e di Apollo, due zelanti cristiani che probabilmente sarebbero andati in tempi diversi a Corinto: Ora se viene Timoteo, guardate che stia fra voi senza timore, perché lavora nell'opera del Signore come faccio anch'io. Nessuno dunque lo disprezzi; ma fatelo proseguire in pace, perché venga da me; poiché io l'aspetto con i fratelli. Quanto al fratello Apollo, io l'ho molto esortato a recarsi da voi con i fratelli; ma egli non ha alcuna intenzione di farlo adesso; verrà però quando ne avrà l'opportunità. Raccomanda inoltre l'apprezzamento per cristiani fedeli come Stefana e la sua famiglia, Fortunato e Acaico. quindi la raccomandazione a vegliare e rimanere fermi nella fede: Vegliate, state fermi nella fede, comportatevi virilmente, fortificatevi. Tra voi si faccia ogni cosa con amore.
- Quindi si accomiata dai Corinzi con il suo saluto, con il saluto di tutte le chiese dell'Asia, con quello di Aquila e Priscilla e quello dei fratelli cristiani di Efeso, oltre all'invito di salutarsi reciprocamente con un santo bacio. Chiude la lettera l'appello di mostrare tutti amore per il Signore : Le chiese dell'Asia vi salutano. Aquila e Prisca, con la chiesa che è in casa loro, vi salutano molto nel Signore. Tutti i fratelli vi salutano. Salutatevi gli uni gli altri con un santo bacio. Il saluto è di mia propria mano: di me, Paolo. Se qualcuno non ama il Signore, sia anatema. Marana tha. La grazia del Signore Gesù sia con voi. Il mio amore è con tutti voi in Cristo Gesù.

## Contenuto teologico e utilità della lettera
(Prima lettera ai Corinzi, 3,11)
Secondo alcuni studiosi biblici, la Prima lettera di Paolo ai Corinzi ci offre la migliore visione della vita ecclesiale di una comunità cristiana nel mezzo del primo secolo dC.. Ad avviso di altri studiosi, l'utilità della lettera non deve considerarsi circoscritta solo alle esigenze dei cristiani corinzi del I secolo, ma è da considerarsi utile anche per i credenti dei nostri giorni, secondo L'Easton's Bible Dictionary, molti cristiani oggi ancora, usano questa lettera per parlare dei moderni problemi all'interno delle comunità ecclesiali.
Una prima importante evidenza di questa lettera di Paolo, dimostra che i cristiani del primo secolo, nonostante fossero vissuti fianco a fianco con personaggi principali del cristianesimo primitivo subendone la loro forte influenza, non erano immuni dal commettere errori.
L'ambiente pagano e immorale della città esercitava forti pressioni sulla purezza della comunità, inoltre come fa notare Daniel Baird Wallace, professore di Studi del Nuovo Testamento al Dallas Theological Seminary, i Corinzi avevano una percezione sbagliata del messaggio cristiano (1,18-3,4) in termini di "sapienza." La loro cultura pagana aveva plasmato negativamente la comprensione di saggezza (dovuta, senza dubbio, all'influenza della filosofia greca (1,20)).
Come asserisce un dizionario biblico, questa lettera dimostra che, la convinzione di alcuni secondo cui la chiesa apostolica fosse in condizioni eccezionali di santità di vita o di purezza della dottrina , non corrisponde a verità.
Vigilanza (State svegli!), ricerca attenta di doni maggiori (12,31), di doni spirituali (14,1) e il perseguire l'amore, mentre si trovavano in una società materialista, immorale e pagana, li avrebbe preservati dall'errore (16,13-14).
La comunità corinzia era inoltre divisa, i membri avevano iniziato ad identificarsi con diversi cristiani che erano diventati per loro leader, si vantavano di appartenere chi, ad Apollo, chi, allo stesso Paolo e chi infine a "Cristo" (1,12),(3,4-6). Così questa lettera inizia con un appello all'unità cristiana. Paolo infatti, corregge questo punto di vista distorto, asserendo nella sua lettera che mentre Apollo e lui stesso, erano da considerarsi solo semplici collaboratori, era solo a Dio che si doveva attribuire il merito della crescita spirituale del cristiano (3,9),(3,6).

### Riferimenti
1. ↑   1Cor 16,8, su La Parola - La Sacra Bibbia in italiano in Internet.
2. 1 2   Prima lettera ai Corinti., "The International Standard Bible Encyclopedia", Ed. James Orr, 1915
3. 1 2   Pauline Chronology: His Life and Missionary Work, su catholic-resources.org. URL consultato il 30 giugno 2025.
4. 1 2   The Voice, Biblical and Theological Resources for Growing Christians.
5. ↑  Perspicacia nello studio delle Scritture, Volume I, pag. 571, Watch Tower, New York, 1988
6. ↑   1Cor 9,24-27, su La Parola - La Sacra Bibbia in italiano in Internet.
7. ↑  Perspicacia nello studio delle Scritture, Volume I, pag. 572, Corinto (Religione e cultura) Watch Tower, New York, 1988
8. ↑   Saulo, San Paolo di Kaufmann Kohler, Jewish Encyclopedia, published between 1901-1906.
9. ↑   1cor 1,26-28, su La Parola - La Sacra Bibbia in italiano in Internet.
10. ↑   Henry Hampton Internet Archive, Pocket Bible handbook; an abbreviated Bible commentary, Chicago, Ill. : H.H. Halley, 1946,  p. 444. URL consultato il 30 giugno 2025.
11. ↑   W. Robertson Smith, Dictionary of the Bible: comprising its antiquities, biography, geography and natural history, S. S. Scranton, 1896,  p. 188. URL consultato il 30 giugno 2025.
12. ↑  (EN) Dictionary of the Bible : comprising its antiquities, biography, geography and natural history / edited by William Smith, su HathiTrust. URL consultato il 30 giugno 2025.
13. ↑   1Cor 5,9-13, su La Parola - La Sacra Bibbia in italiano in Internet.
14. ↑   1cor 16,17, su La Parola - La Sacra Bibbia in italiano in Internet.
15. ↑   1Cor 16,12, su La Parola - La Sacra Bibbia in italiano in Internet.
16. ↑   1cor 1,11, su La Parola - La Sacra Bibbia in italiano in Internet.
17. ↑   1Cor 5,7, su La Parola - La Sacra Bibbia in italiano in Internet.
18. ↑   1cor 5,1-13;6,12-20, su La Parola - La Sacra Bibbia in italiano in Internet.
19. ↑   1cor 7,1-40, su La Parola - La Sacra Bibbia in italiano in Internet.
20. ↑   1cor 11-12, su La Parola - La Sacra Bibbia in italiano in Internet.
21. ↑   1cor 12,1-14, su La Parola - La Sacra Bibbia in italiano in Internet.
22. ↑   1cor 6,1-11, su La Parola - La Sacra Bibbia in italiano in Internet.
23. ↑   1cor 8-10, su La Parola - La Sacra Bibbia in italiano in Internet.
24. ↑   1Cor15,51, su La Parola - La Sacra Bibbia in italiano in Internet.
25. ↑  "Ecco io vi annunzio un mistero: non tutti, certo, moriremo, ma tutti saremo trasformati".
26. ↑   La Bibbia di Gerusalemme, Prima edizione, Centro editoriale Dehoniane, 2009,  p. 2747, ISBN 978-88-10-82031-5.
27. ↑   Bibbia TOB: edizione integrale, 2. ed., 1. rist, Editrice Elle Di Ci, 1995,  p. 2637, ISBN 978-88-01-10612-1.
28. ↑   1cor 15, su La Parola - La Sacra Bibbia in italiano in Internet.
29. ↑   1cor 1,10-4,13, su La Parola - La Sacra Bibbia in italiano in Internet.
30. ↑  (EN) Tina Fey, Uncover life lessons from St. Paul's first letter to the Corinthians, su Bible Scripture, 9 febbraio 2024. URL consultato il 30 giugno 2025.
31. ↑   CATHOLIC ENCYCLOPEDIA: Epistles to the Corinthians, su newadvent.org. URL consultato il 30 giugno 2025.
32. ↑   Paul's First Letter to the Corinthians.
33. ↑   1Cor 13,8, su La Parola - La Sacra Bibbia in italiano in Internet.
34. ↑   1Cor 13,13, su La Parola - La Sacra Bibbia in italiano in Internet.
35. ↑   1Cor 1,2, su La Parola - La Sacra Bibbia in italiano in Internet.
36. ↑   1Cor 16,24, su La Parola - La Sacra Bibbia in italiano in Internet.
37. 1 2   1 Corinthians: Introduction, Argument, and Outline Study, by Daniel Baird Wallace.
38. ↑  The Interpreter's Bible, 1944, Volume 10, pag. 13
39. ↑  1 Corinthians: Introduction, Argument, and Outline di Daniel Baird Wallace, professor of New Testament Studies at Dallas Theological Seminar
40. ↑   The Interpreter's Bible, 1944, Volume 9, pag. 456.
41. ↑   1Cor 16,8, su La Parola - La Sacra Bibbia in italiano in Internet.
42. ↑   1Cor14,34-35, su La Parola - La Sacra Bibbia in italiano in Internet.
43. ↑  Bibbia di Gerusalemme, EDB, 2011, p. 2743, ISBN 978-88-10-82031-5.
44. ↑  Parola del Signore Commentata, traduzione interconfessionale, Nuovo Testamento, LDC/ABU, 1981, pp. 525-526.
45. ↑  "Ma ogni donna che prega o profetizza senza velo sul capo, manca di riguardo al proprio capo, poiché è lo stesso che se fosse rasata"  1Cor11,5, su laparola.net.
46. ↑   1Cor4,6, su La Parola - La Sacra Bibbia in italiano in Internet.
47. ↑  Versione Bibbia CEI: "Queste cose, fratelli, le ho applicate a modo di esempio a me e ad Apollo per vostro profitto perché impariate nelle nostre persone a stare a ciò che è scritto e non vi gonfiate d'orgoglio a favore di uno contro un altro" e Versione Bibbia Nuova Riveduta: "Ora, fratelli, ho applicato queste cose a me stesso e ad Apollo a causa di voi, perché per nostro mezzo impariate a praticare il non oltre quel che è scritto e non vi gonfiate d'orgoglio esaltando l'uno a danno dell'altro".
48. ↑  Raymond E. Brown, Joseph A. Fitzmyer, Roland E. Murphy, Nuovo Grande Commentario Biblico, Queriniana, 2002, p. 1049, ISBN 88-399-0054-3. (Cfr anche Bibbia TOB, Elle Di Ci Leumann, 1997, p. 2617, ISBN 88-01-10612-2.).
49. ↑  Bibbia di Gerusalemme, EDB, 2011, p. 2723, ISBN 978-88-10-82031-5.
50. 1 2   Lo stile della lettera di Paolo - Epideictic Rhetoric in Paul's First Letter to the Corinthians 1-4, di Joop F.M. Smit (PDF) (archiviato dall'url originale il 1º ottobre 2006).
51. ↑   A Brief Overview of each Book and Letter in the New Testament, su catholic-resources.org.
52. ↑   Fool's Thoughts.
53. ↑   New Testament Book Introductions from the Harper Collins Study Bible.
54. ↑   1Cor 1,1-3, su La Parola - La Sacra Bibbia in italiano in Internet.
55. ↑   1Cor 1,4-9, su La Parola - La Sacra Bibbia in italiano in Internet.
56. ↑   1Cor 1,10-4,21, su La Parola - La Sacra Bibbia in italiano in Internet.
57. ↑   1Cor 5,1-6,20, su La Parola - La Sacra Bibbia in italiano in Internet.
58. ↑   1Cor 7,1-14,40, su La Parola - La Sacra Bibbia in italiano in Internet.
59. ↑   1Cor 15,1-58, su La Parola - La Sacra Bibbia in italiano in Internet.
60. ↑   1Cor 16,1-24, su La Parola - La Sacra Bibbia in italiano in Internet.
61. ↑   1Cor 3,11, su La Parola - La Sacra Bibbia in italiano in Internet.
62. 1 2   The first letter of St. Paul to the Corinthians.
63. 1 2  L'Easton's Bible Dictionary commentando la prima lettera ai Corinti
64. ↑   Vedi: According to Some Modern Scholarship.
65. ↑   1Cor 1,18-3,4, su La Parola - La Sacra Bibbia in italiano in Internet.
66. ↑   1Cor 1,20, su La Parola - La Sacra Bibbia in italiano in Internet.
67. ↑   1Cor 12,31, su La Parola - La Sacra Bibbia in italiano in Internet.
68. ↑   1Cor 14,1, su La Parola - La Sacra Bibbia in italiano in Internet.
69. ↑   1Cor 16,13-14, su La Parola - La Sacra Bibbia in italiano in Internet.
70. ↑   1Cor 1,12, su La Parola - La Sacra Bibbia in italiano in Internet.
71. ↑   1Cor 3,4-6, su La Parola - La Sacra Bibbia in italiano in Internet.
72. ↑   1Cor 3,9, su La Parola - La Sacra Bibbia in italiano in Internet.
73. ↑   1Cor 3,6, su La Parola - La Sacra Bibbia in italiano in Internet.

### In italiano
- Mary Ann Getty, Lettere ai Corinzi, Brescia, Queriniana, 1993, pp. 21-116.
- Rinaldo Fabris,  Prima lettera ai Corinzi, a cura di Gianantonio Borgonovo, Cinisello Balsamo, Paoline Editoriale libri, 1999 (2 ed.). ISBN 978-88-315-1823-9
- Carmelo Pellegrino,  Paolo, servo di Cristo e padre dei Corinzi, Analisi retorica-letteraria di 1 Corinzi 4, Roma, Editrice Pontificia, 2006.
- Gianfranco Ravasi, Lettere ai corinzi. Cinque conferenze tenute al Centro culturale S. Fedele di Milano, Bologna, Dehoniane, 1992, ISBN 978-88-10-98158-0

### In altre lingue
- (DE)  Hans Conzelmann,  Der erste Brief an die Korinther, Göttingen, KEK V, 1969.
- (DE)  Erik Peterson, Der erste Brief an die Korinther und Paulus-Studien, aus dem Nachlass herausgegeben von Hans-Ulrich Weidemann, Würzburg, 2006, ISBN 978-3-429-02835-0
- (EN)  A. Robertson and A. Plumber,  A Critical and Exegetical Commentary on the First Epistle of St. Paul to the Corinthians, Endiburgh, 1961.
- (EN)  Yung Suk Kim, Christ's Body in Corinth: The Politics of a Metaphor, Fortress, 2008.
- (EN)  Anthony C. Thiselton, The First Epistle to the Corinthians: a commentary on the Greek text, NIGTC, Grand Rapids, Wm. B. Eerdmans Publishing Co., 2000.
- (EN) Un elenco di pubblicazioni in lingua inglese in Corinthians ICC; 2d ed., Edinburgh, T. & T. Clark, 1914 di Robertson and Plummer.